# Hamza Choudhury
Hamza Dewan Choudhury (Loughborough, 1º ottobre 1997) è un calciatore inglese naturalizzato bangladese, centrocampista del Leicester City e della nazionale bangladese.

## Biografia
Nato in Inghilterra a Loughborough, ha origini grenadine da parte di padre, mentre sua madre è originaria del Bangladesh. Grazie alle sue origini, dal 19 dicembre 2024 ha scelto la nazionalità della madre, diventando cittadino bangladese e scegliendo come nazionale quella del Bangladesh.

## Carriera

### Club

#### Gli inizi
Cresciuto calcisticamente nel settore giovanile del Leicester City, in cui è entrato a far parte dell'accademy, all'età di sette anni.

#### Burton Albion
Il 27 febbraio 2016 viene ceduto in prestito al Burton Albion, con cui il giorno dopo esordisce tra i professionisti, in occasione della partita di League One pareggiata per 0-0 contro il Walsall. Conquistata la promozione in Championship al termine della stagione, il 6 agosto passa nuovamente a titolo temporaneo ai Brewers.

#### Leicester City
Rientrato al Leicester, il 28 novembre 2017 ha esordito in Premier League, entrando nei minuti finali di gioco al posto del giapponese Shinji Okazaki nella vittoria per 2-1 in casa contro il Tottenham. Il 1º gennaio 2020 sigla la sua prima rete in Premier League, nella partita vinta per 3-0 in trasferta contro il Newcastle Utd.
Il 22 ottobre 2020 fa la sua prima apparizione europea, entrando dalla panchina al 71' contro lo Zorja, diventando il primo calciatore di origine bangladese a scendere in campo in una competizione europea. Il 29 ottobre successivo, sempre in ambito europeo, segna nel match contro l'AEK Atene, vincendo la partita 2-1, diventando il primo calciatore di origine bangladese a segnare in una delle due principali competizioni UEFA per club, il primo asiatico britannico a segnare in competizioni europee dai tempi di Michael Chopra in Coppa Intertoto UEFA e il primo asiatico britannico a segnare in gare dell'attuale UEFA.
L'11 aprile 2021, viene messo fuori rosa insieme ad altri due giocatori per la partita contro il West Ham Utd dopo aver violato i protocolli COVID-19. Il 15 maggio 2021 vince il suo primo trofeo in carriera, entrando all'82º minuto nella finale di FA Cup 2020-2021 vinta dal Leicester 1–0.

#### Watford
Il 10 agosto 2022 viene ceduto in prestito con diritto di riscatto al Watford. Il 31 maggio 2023, dopo aver disputato con il club 36 gare in campionato, non verrà riscattato dal club che lo rimanderà al Leicester City.

### Nazionale
Il 26 maggio 2018 fa il suo esordio nella nazionale Under-21 inglese nell'amichevole disputata contro la Cina Under-20. Nel giugno del 2019, viene convocato per l'Europeo Under-21 da disputare in Italia. Il 18 giugno successivo, gioca come titolare nella partita d'esordio del torneo contro la Francia, venendo espulso al 62º di gioco per un brutto fallo ai danni del calciatore francese Jonathan Bamba.

## Statistiche

### Presenze e reti nei club
Statistiche aggiornate al 2 ottobre 2024.
| Stagione              | Squadra               | Campionato            | Campionato | Campionato | Coppe nazionali | Coppe nazionali | Coppe nazionali | Coppe continentali | Coppe continentali | Coppe continentali | Altre coppe | Altre coppe | Altre coppe | Totale | Totale | Totale |
| Stagione              | Squadra               | Comp                  | Pres       | Reti       | Comp            | Pres            | Reti            | Comp               | Pres               | Reti               | Comp        | Pres        | Reti        | Pres   | Reti   |        |
| --------------------- | --------------------- | --------------------- | ---------- | ---------- | --------------- | --------------- | --------------- | ------------------ | ------------------ | ------------------ | ----------- | ----------- | ----------- | ------ | ------ | ------ |
| feb.-mag. 2016        | Burton Albion         | FL1                   | 13         | 0          | FACup+CdL       | 0+0             | 0               | -                  | -                  | -                  | FLT         | 0           | 0           | 13     | 0      |        |
| 2016-2017             | Burton Albion         | FLC                   | 13         | 0          | FACup+CdL       | 0+2             | 0               | -                  | -                  | -                  | -           | -           | -           | 15     | 0      |        |
| Totale Burton Albion  | Totale Burton Albion  | Totale Burton Albion  | 26         | 0          |                 | 2               | 0               |                    | -                  | -                  |             | 0           | 0           | 28     | 0      |        |
| 2017-2018             | Leicester City        | PL                    | 8          | 0          | FACup+CdL       | 0+1             | 0               | -                  | -                  | -                  | -           | -           | -           | 9      | 0      |        |
| 2018-2019             | Leicester City        | PL                    | 9          | 0          | FACup+CdL       | 1+2             | 0               | -                  | -                  | -                  | -           | -           | -           | 12     | 0      |        |
| 2019-2020             | Leicester City        | PL                    | 20         | 1          | FACup+CdL       | 4+5             | 0               | -                  | -                  | -                  | -           | -           | -           | 29     | 1      |        |
| 2020-2021             | Leicester City        | PL                    | 10         | 0          | FACup+CdL       | 3+1             | 0+0             | UEL                | 8                  | 1                  | -           | -           | -           | 22     | 1      |        |
| 2021-2022             | Leicester City        | PL                    | 6          | 0          | FACup+CdL       | 1+1             | 0               | UEL+UECL           | 1+3                | 0+0                | CS          | 0           | 0           | 12     | 0      |        |
| ago. 2022-2023        | Watford               | FLC                   | 36         | 0          | FACup+CdL       | 0+1             | 0               | -                  | -                  | -                  | -           | -           | -           | 37     | 0      |        |
| 2023-2024             | Leicester City        | FLC                   | 34         | 0          | FACup+CdL       | 4+3             | 0+0             | -                  | -                  | -                  | -           | -           | -           | 40     | 0      |        |
| 2024-2025             | Leicester City        | PL                    | 1          | 0          | FACup+CdL       | 0+2             | 0               | -                  | -                  | -                  | -           | -           | -           | 3      | 0      |        |
| Totale Leicester City | Totale Leicester City | Totale Leicester City | 88         | 1          |                 | 28              | 0               |                    | 12                 | 1                  |             | 0           | 0           | 128    | 2      |        |
| Totale carriera       | Totale carriera       | Totale carriera       | 150        | 1          |                 | 31              | 0               |                    | 12                 | 1                  |             | 0           | 0           | 193    | 2      |        |

### Cronologia presenze e reti in nazionale
| Cronologia completa delle presenze e delle reti in nazionale ― Bangladesh | Cronologia completa delle presenze e delle reti in nazionale ― Bangladesh | Cronologia completa delle presenze e delle reti in nazionale ― Bangladesh | Cronologia completa delle presenze e delle reti in nazionale ― Bangladesh | Cronologia completa delle presenze e delle reti in nazionale ― Bangladesh | Cronologia completa delle presenze e delle reti in nazionale ― Bangladesh | Cronologia completa delle presenze e delle reti in nazionale ― Bangladesh | Cronologia completa delle presenze e delle reti in nazionale ― Bangladesh |
| Data                                                                      | Città                                                                     | In casa                                                                   | Risultato                                                                 | Ospiti                                                                    | Competizione                                                              | Reti                                                                      | Note                                                                      |
| ------------------------------------------------------------------------- | ------------------------------------------------------------------------- | ------------------------------------------------------------------------- | ------------------------------------------------------------------------- | ------------------------------------------------------------------------- | ------------------------------------------------------------------------- | ------------------------------------------------------------------------- | ------------------------------------------------------------------------- |
| 25-3-2025                                                                 | Calcutta                                                                  | India                                                                     | 0 – 0                                                                     | Bangladesh                                                                | Qual. Coppa d'Asia 2027                                                   | -                                                                         |                                                                           |
| Totale                                                                    |                                                                           | Presenze                                                                  | 1                                                                         |                                                                           | Reti                                                                      | 0                                                                         |                                                                           |

| Cronologia completa delle presenze e delle reti in nazionale ― Inghilterra under 21 | Cronologia completa delle presenze e delle reti in nazionale ― Inghilterra under 21 | Cronologia completa delle presenze e delle reti in nazionale ― Inghilterra under 21 | Cronologia completa delle presenze e delle reti in nazionale ― Inghilterra under 21 | Cronologia completa delle presenze e delle reti in nazionale ― Inghilterra under 21 | Cronologia completa delle presenze e delle reti in nazionale ― Inghilterra under 21 | Cronologia completa delle presenze e delle reti in nazionale ― Inghilterra under 21 | Cronologia completa delle presenze e delle reti in nazionale ― Inghilterra under 21 |
| Data                                                                                | Città                                                                               | In casa                                                                             | Risultato                                                                           | Ospiti                                                                              | Competizione                                                                        | Reti                                                                                | Note                                                                                |
| ----------------------------------------------------------------------------------- | ----------------------------------------------------------------------------------- | ----------------------------------------------------------------------------------- | ----------------------------------------------------------------------------------- | ----------------------------------------------------------------------------------- | ----------------------------------------------------------------------------------- | ----------------------------------------------------------------------------------- | ----------------------------------------------------------------------------------- |
| 26-5-2018                                                                           | Aubagne                                                                             | Inghilterra under 20                                                                | 2 – 1                                                                               | Cina under 21                                                                       | Amichevole                                                                          | -                                                                                   | 79’                                                                                 |
| 29-5-2018                                                                           | Salon-de-Provence                                                                   | Messico under 21                                                                    | 2 – 1                                                                               | Inghilterra under 21                                                                | Amichevole                                                                          | -                                                                                   | 75’                                                                                 |
| 6-6-2018                                                                            | Aubagne                                                                             | Scozia under 21                                                                     | 1 – 3                                                                               | Inghilterra under 21                                                                | Amichevole                                                                          | -                                                                                   | 73’                                                                                 |
| 9-6-2018                                                                            | Martigues                                                                           | Inghilterra under 21                                                                | 2 – 1                                                                               | Messico under 21                                                                    | Amichevole                                                                          | -                                                                                   | 56’                                                                                 |
| 21-3-2019                                                                           | Bristol                                                                             | Inghilterra under 21                                                                | 1 – 1                                                                               | Polonia under 21                                                                    | Amichevole                                                                          | -                                                                                   | 80’                                                                                 |
| 26-3-2019                                                                           | Bournemouth                                                                         | Inghilterra under 21                                                                | 1 – 2                                                                               | Germania under 21                                                                   | Amichevole                                                                          | -                                                                                   | 68’                                                                                 |
| 18-6-2019                                                                           | Cesena                                                                              | Inghilterra under 21                                                                | 1 – 2                                                                               | Francia under 21                                                                    | Europeo Under-21 2019 - 1º turno                                                    | -                                                                                   | 62’                                                                                 |
| Totale                                                                              |                                                                                     | Presenze                                                                            | 7                                                                                   |                                                                                     | Reti                                                                                | 0                                                                                   |                                                                                     |

## Palmarès

### Club

#### Competizioni nazionali
- Coppa d'Inghilterra: 1

Leicester City: 2020-2021
- Community Shield: 1

Leicester City: 2021
- Football League Championship: 1

Leicester City: 2023-2024